# Batrisus sibiricus
Batrisus sibiricus — вид мірмекофільних жуків-потаємців з родини стафілінідів.
Великий представник потаємців червонокоричневого кольору (довжина тіла 2,9-3,3 мм). Голова з густою пунктировкою. У заднього краю очей знаходиться виступаючий шипик. На передньоспинці три базальні ямки, з'єднані поперечними борозенками. У самців середня пара ніг із зігнутими стегнами, а гомілки несуть вигнуту шпору на вершині. Надкрила короткі, тому останні тергіти черевця добре видно зверху. Виявлені в гніздах мурашок. Мешкає в Росії (Сибір, Далекий Схід), КНДР та КНР.